# شورشیان پیتسبرگ
شورشیان پیتسبرگ (به انگلیسی: Pittsburgh Rebels) یک باشگاه بیس بال در ایالات متحده آمریکا بود.